# Hovsångare
Hovsångare eller hovsångerska er en titel givet af den svenske monark til en sanger (som regel en operasanger), der ved deres vokale kunst, har bidraget til den internationale anseelse af svenske sang. Den formelle titel blev indført af Kong Gustav 3. af Sverige i 1773, med Elisabeth Olin og Carl Stenborg som de første modtagere. Titlen som sådan går tilbage til det 17. århundrede, hvor Anne Chabanceau de La Barre og Joseph Chabanceau de La Barre blev sangere ved dronning Kristina af Sveriges hof

## Udnævnelser

### 2000-tallet
- 2010 Anna Larsson, Malena Ernman, Miah Persson
- 2006 Nina Stemme, Hillevi Martinpelto
- 2004 Karl-Magnus Fredriksson, Peter Mattei
- 2003 Loa Falkman
- 2002 Helena Döse
- 2000 Katarina Dalayman, Ingrid Tobiasson

### 1900-tallet
- 1999 Lena Nordin
- 1995 Anne Sofie von Otter, Birgitta Svendén
- 1994 Siv Wennberg
- 1992 Jerker Arvidson, Anita Soldh
- 1990 MariAnne Häggander, Björn Asker
- 1988 Britt Marie Aruhn, Elisabeth Erikson, Gösta Winbergh
- 1985 Håkan Hagegård, Laila Andersson-Palme
- 1983 Sylvia Lindenstrand, Bengt Rundgren
- 1978 Arne Tyrén
- 1976 Ragnar Ulfung, Edith Thallaug, Berit Lindholm
- 1973 Ingvar Wixell, Birgit Nordin-Arvidson, Carl-Axel Hallgren
- 1972 Alice Babs Sjöblom,
- 1968 Barbro Ericson-Hederén
- 1966 Margareta Hallin, Erik Saedén
- 1965 Nicolai Gedda
- 1963 Kerstin Meyer-Bexelius
- 1959 Elisabeth Söderström-Olow
- 1955 Birgit Nilsson
- 1952 Leon Björker
- 1946 Set Svanholm, Sigurd Björling
- 1944 Jussi Björling, Kerstin Thorborg
- 1943 Hjördis Schymberg, Joel Berglund
- 1942 Irma Björck, Einar Beyron
- 1941 Helga Görlin
- 1940 Brita Hertzberg-Beyron
- 1936 Karin Maria Branzell-Reinshagen, Gertrud Pålson-Wettergren
- 1933 Martin Öhman
- 1929 Åke Wallgren, David Stockman
- 1928 Marianne Mörner
- 1923 Julia Claussen
- 1922 Nanny Larsén-Todsen
- 1911 Sigrid Arnoldson-Fischof
- 1909 Signe Rappe-Weldén, John Forsell
- 1906 Arvid Ödmann

### 1800-tallet
- 1886 Mathilda Grabow
- 1854 Louise Michaëli
- 1847 Jenny Lind
- 1837 Mathilda Gelhaar
- 1837 Anna Sofia Sevelin
- 1837 Henriette Widerberg
- 1834 Mathilda Berwald
- 1831 Isak Albert Berg
- 1815 Jeanette Wässelius

### 1700-tallet
- 1788 Franziska Stading
- 1787 Kristofer Kristian Karsten
- 1773 Lovisa Augusti
- 1773 Elisabeth Olin
- 1773 Carl Stenborg